# تسخیرشده (فیلم ۱۹۹۹)
تسخیرشده (به انگلیسی: The Haunting) فیلمی ترسناک محصول سال ۱۹۹۹ آمریکا به کارگردانی یان ده بونت است. در این فیلم بازیگرانی همچون لیام نیسون، کاترین زیتا جونز، اوون ویلسون، لیلی تیلور، ماریان سلدس، بروس درن، تاد فیلد، ویرجینیا مادسن و تام ایروین ایفای نقش کرده‌اند.